# RTVC Sistema de Medios Públicos
RTVC Sistema de Medios Públicos (abreviatura de Radio Televisión Nacional de Colombia) es una entidad estatal al encargo de la gestión de la radio y televisión pública en Colombia.
La entidad es financiada con recursos de los contribuyentes colombianos y está vinculada al Ministerio de Tecnologías de la Información y las Comunicaciones y tiene como misión ofrecer información veraz, oportuna y neutral, garantizando la pluralidad de voces y acceso a contenidos que reflejen diversidad cultural y social en Colombia, además su principal función es la de producir, programar y operar los servicios de radio y televisión estatales, como Señal Colombia, Canal Institucional, Radio Nacional de Colombia y Radiónica.

## Historia
Fue creada por el decreto 3525 del 28 de octubre de 2004, al disolver Inravisión y su productora pública Audiovisuales, bajo el gobierno del presidente Álvaro Uribe Vélez.

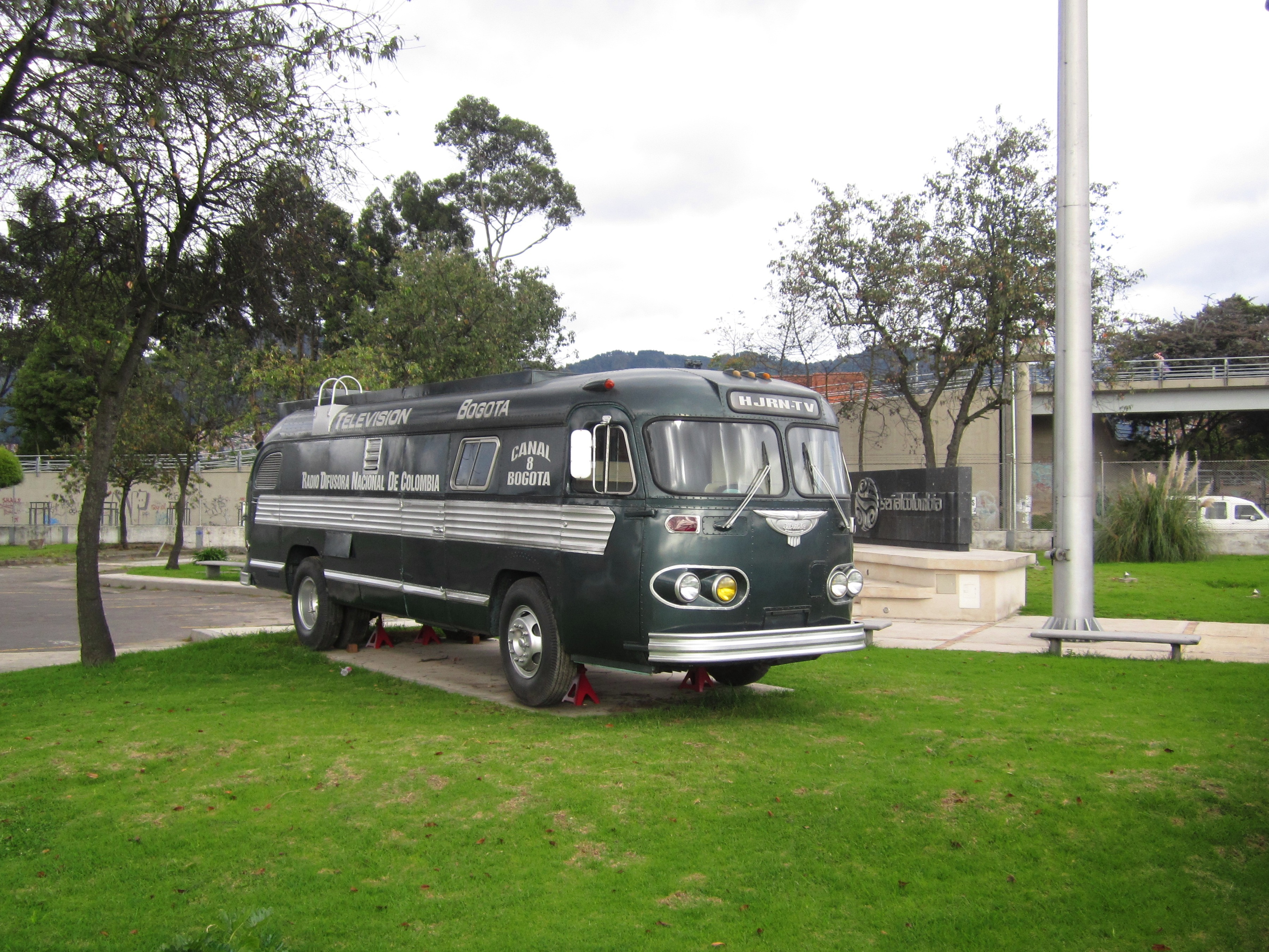
Primera unidad móvil utilizada por la entonces HJRN-TV en 1954.

## Televisión

### Abierta
RTVC cuenta con 2 canales de cobertura nacional.

#### Canales nacionales
RTVC es responsable de las operaciones de los 2 canales nacionales los cuales tienen el 97% de su cobertura.
| Logo | Nombre              | Programación | Fundación            | Canales                                           |
| ---- | ------------------- | --- | -------------------- | ------------------------------------------------- |
|      | Señal Colombia      | Canal principal generalista, con programación cultural, informativa, infantil, entretenimiento y deportes.                                  | 9 de febrero de 1970 | Canal 11 (Análogo) Canal 16.1 (TDT) y repetidoras |
|      | Canal Institucional | Canal secundario, con programación de información y política nacional, también se emiten sesiones del Senado y la Cámara de Representantes. | 2 de febrero de 2004 | Canal 9 (Análogo) Canal 16.2 (TDT) y repetidoras  |

#### Canales regionales
También es responsable de las operaciones de los 2 canales regionales, ambos emitiendo en departamentos del país ubicados en las regiones de los Andes, los Llanos y la Amazonía.
| Logo | Nombre      | Administración                  | Programación | Fundación               | Canales                                      |
| ---- | ----------- | ------------------------------- | --- | ----------------------- | -------------------------------------------- |
|      | Canal Trece | Gerente: Jhon Alejandro Linares | Canal regional de cultura andina, lanzado en 1998 como Teveandina | 1 de septiembre de 1998 | 13 (Análogo) 17.1 y 20.1 (TDT) y repetidoras |
|      | Trece+      |                                 | Canal regional de música y cultura, se emitío en señal de pruebas desde 2016 como una señal alterna musical del Trece pero después como RTVC Cinco, luego como Trece 2 y finalmente como Trece+. | 2017                    | 17.2 (TDT) y repetidoras                     |

## Radio
RTVC emite 2 emisoras, en 73 frecuencias a nivel nacional, y además opera las emisoras de paz contempladas en el punto 6.5 del Acuerdo de Paz firmado entre el Gobierno y el componente FARC.
| Logo | Nombre                     | Programación | Fundación             | Emisoras                                                               | Servicios |
| ---- | -------------------------- | --- | --------------------- | ---------------------------------------------------------------------- | --- |
|      | Radio Nacional de Colombia | Primera emisora, generalista y cultural, brinda contenidos informativos y de consulta sobre la cultura, tradiciones, músicas, gastronomía, campo colombiano, política, economía, artistas y otros de las regiones del país. | 1 de febrero de 1940  | 570 AM (Bogotá) 95.9 FM (Bogotá) Canal 16.5 (TDT, audio) y repetidoras | Exploremos: Emisora en línea con contenidos educativos y musicales para estudiantes, padres, profesores y personas interesadas en aprender que funciona en TDT y streaming. |
|      | Radiónica                  | Segunda emisora, musical, su programación está enfocada a un público juvenil basada en el rock y la música alternativa con ocasional rotación de metal, electrónica, pop, reggae, ska y hip hop.                            | 15 de octubre de 2005 | 99.1 FM Canal 16.4 (TDT, audio) y repetidoras                          | Radiónica: Emisora musical para jóvenes con las noticias más importantes de la música, series, películas y cultura, con programación enfocada en rock, hip hop, electrónica, reggae, metal, ska, pop y otros sonidos alternativos. Radiónica on line: Emisora en línea que emite toda la programación en vivo de Radiónica. |

### Emisoras desaparecidas
| Nombre        | Programación                                                                                         | Fundación | Emisoras |
| ------------- | --- | --------- | -------- |
| Señal Clásica | Emisora en línea que emite música clásica, con programación basada en los archivos de Señal Memoria. |           | En línea |
| Señal Andina  | Emisora en línea que emitía música de la región andina.                                              |           | En Línea |
| Señal Llanera | Emisora en línea que emitía música de la región llanera.                                             |           | En Línea |
| +Colombia     | Emisora en línea que emitía música colombiana.                                                       |           | En Línea |
| Radiónica 2   | Emisora en línea que emitía música rap.                                                              |           | En Línea |
| Radiónica 3   | Emisora en línea que emite música rock.                                                              |           | En Línea |

## Emisoras de Paz
Dando cumplimiento al punto 6.5 del Acuerdo de Paz, firmado entre el Gobierno Nacional y el componente FARC, RTVC Sistema de Medios Públicos tiene en operación 20 emisoras de Radio Nacional de Colombia, en la cual están en el 100% de la operación con corte a diciembre del 2024.
Estas emisoras de paz transmiten contenidos culturales, musicales e informativos que destacan las culturas, emprendimientos y proyectos regionales, con enfoque en pedagogía sobre los contenidos del Acuerdo Final.
Las frecuencias de las emisoras que se encuentran en operación son:
- Arauquita (Arauca): 88.9
- San José del Guaviare (Guaviare): 90.6
- Florida (Valle del Cauca): 92.0
- Fonseca (La Guajira): 92.2
- Ituango (Antioquia): 92.3
- Algeciras (Huila): 92.6
- San Vicente del Caguán (Caquetá): 93.3
- Convención (Norte de Santander): 94.0
- Mesetas (Meta): 94.0
- El Tambo (Cauca): 96.7
- Fundación (Magdalena): 97.3
- Bojayá (Chocó): 98.5
- Puerto Leguizamo (Putumayo): 100.3
- San Jacinto (Bolívar): 102.7
- Chaparral (Tolima): 103.5
- Tumaco (Nariño): 104.6
- Agustin Codazzi (Cesar): 106.3
- Buenaventura (Valle del Cauca): 104.9
- Tierralta (Cordoba): 102.7
- Riosucio (Choco): 89.6

## Plataforma OTT
| Nombre        | Servicios |
| ------------- | --- |
| Señal Memoria | Es el archivo audiovisual más importante de Colombia que conserva aproximadamente 170.000 documentos audiovisuales y sonoros, producidos y emitidos por la Radio Nacional de Colombia desde 1940 y por la televisión pública nacional desde 1954, así como material fílmico producido desde los años 40. Los documentos del catálogo están divididos y organizados en las siguientes colecciones: Historia y Coyuntura Política, Cultura y Sociedad, Historia de los Medios y Colombia y el Mundo. Señal Memoria también tiene la misión de salvaguardar el archivo sonoro y audiovisual del país a través de la generación de contenidos propios como La voz del poder, un proyecto transmedia que analiza el discurso de los presidentes de Colombia en la segunda mitad del siglo XX y el siglo XXI, o Las historias de Diana Uribe, un podcast para conocer la diversidad natural y cultural de Colombia. |
| RTVCPlay      | Es la plataforma de entretenimiento en Internet gratuita de la RTVC Sistema de Medios Públicos, con contenidos de la industria audiovisual colombiana, originales, de adquisición y de las marcas de RTVC, como series, películas, documentales, programas para niños y podcast. En su catálogo cuenta con largometrajes que han marcado la historia del país como La vendedora de rosas, El taxista millonario, Perro come perro, Cóndores no entierran todos los días, El abrazo de la serpiente, entre otros. RTVCPlay se encuentra disponible en Smart TV, por medio del navegador, o en computadores, celulares u otros dispositivos móviles. |

## Sistema informativo
RTVC también conecta a los ciudadanos con las información local, nacional e internacional a través de RTVC Noticias y El Calentao Informativo.
| Nombre                  | Servicios |
| ----------------------- | --- |
| RTVC Noticias           | RTVC Noticias es el primer noticiero de la RTVC Sistema de Medios Públicos de Colombia, que informa de manera oportuna y dinámica, con enfoque en regiones y contenidos relevantes que aportan en la construcción de la ciudadanía. Con corresponsales en las principales ciudades del mundo, tiene un enfoque especial en las regiones, con periodistas propios y el apoyo del equipo de Radio Nacional de Colombia en municipios donde no llega ningún otro medio de comunicación. Otra de sus características es su espíritu convergente, en colaboración con todas las plataformas del Sistema, así como las coberturas especiales y boletines de noticias de último minuto a lo largo de la programación de Señal Colombia. Este informativo se emite de lunes a viernes, a las 12:00 p. m., a las 7:00 p. m. y a las 10:00 p. m., así como los fines de semana y festivos, a las 12:30 p. m. y a las 7:00 p. m.. |
| El Calentao Informativo | El Calentao Informativo es el espacio informativo matutino de RTVC en Radio Nacional de Colombia y Señal Colombia, con una propuesta convergente en televisión, redes sociales y plataformas digitales. Con un equipo de periodistas, distribuidos en el territorio nacional desde San Andrés hasta Leticia, El Calentao Informativo se escucha de 6:00 a 10:00 a. m. a través de las 73 frecuencias de Radio Nacional de Colombia, que incluyen las Emisoras de Paz, y además se ve por Señal Colombia |

## Gerentes
- Gilberto Ramírez (2004-2005)
- Eduardo Osorio Lozano (2005-2007)
- Katy Osorio Guachetá (2007-2010)
- Douglas Velásquez Jácome (2010)
- Francisco Ortiz Rebolledo (2010-2012)
- Darío Montenegro (2012-2013)
- Diana Celis Mora (2013-2014)
- Lucy Osorno Sánchez (2014-2015)
- Jhon Jairo Ocampo (2015-2018)
- Juan Pablo Bieri (2018-2019)
- Juan Ramón Samper Samper (2019-2020)
- Álvaro García Jiménez (2020-2022)
- Adriana Vásquez Sánchez (2022-2023) (interina)
- Nórida Rodríguez (2023-2024)
- Hollman Morris (2024-Actualidad)

## Críticas y controversias

### Críticas a RTVC
RTVC, en su conjunto y con su último gerente, Holman Morris, han sido centro de diversas controversias relacionadas con su papel y gestión de los medios públicos en Colombia y su uso indebido como medio de partido político y de propaganda política alineada al gobierno actual del gobierno de Gustavo Petro Urrego.

### Propaganda Gubernamental y Censura
Desde que Morris asumió la gerencia de RTVC en abril de 2024, han surgido diversas críticas que señalan una transformación de los medios públicos, financiados con recursos de los colombianos, en una herramienta de propaganda gubernamental al servicio de una coalición de partidos de izquierda e izquierda radical, hoy gobernando a Colombia bajo el presidente Gustavo Petro.
Diversos informes periodísticos, debates y publicaciones en redes sociales han denunciado que la programación de RTVC ha sido modificada para resaltar las figuras del gobierno actual, como el presidente Gustavo Petro y sus ministros, mientras se minimizan y censuran o se excluyen las voces de la oposición política. Según el medio colombiano, La Silla Vacía, en la era de Holman Morris como gerente del medio, más de la mitad de las noticias son declaraciones del presidente Gustavo Petro en emisiones nocturnas de los noticieros de 2021 a 2024.El medio hizo un estudio donde comparó a 20 noticieros de RTVC en los gobiernos de Iván Duque y Gustavo Petro, dando como resultando un evidente sesgo informativo.También investigó 15 a noticieros en cada uno de esos periodos presidenciales y evidenció, por ejemplo, que de los más de 130 titulares que se emitieron desde 2024 no hay ni uno solo crítico a la gestión del gobierno nacional, cosa que antes si sucedía, ni siquiera cuando se presentan noticias como las relacionadas con diferentes escándalos de nivel nacional como la de corrupción en el Sistema Nacional de Gestión del Riesgo de Desastres (UNGRD) y muchos otros que relacionan al actual gobierno.
En aquellas comparaciones se mencionan diversos temas como;
- Cubrimiento presidencial: Durante la posesión del presidente Gustavo Petro la noticia de aperturas en 9 de 15 noticieros estuvo centrada en el mandatario, sin voces críticas ni análisis de sus declaraciones, como es costumbre en Colombia. En contraste, bajo Duque, la figura presidencial aparecía en 4 de 15 emisiones, pero en contexto con otros actores políticos y la oposición.
- Aumento de contenido afín al gobierno de turno: El análisis mostró que la programación informativa y política creció en un 690% en tiempo al aire enfocado en reforzar narrativas del gobierno y acercando su línea editorial con la de RT, medio financiado por el gobierno ruso y Telesur, medio de propaganda de la dictadura venezolana.[7][8][9]
- Censura y control interno del medio: La Flip (Fundación para la Libertad de Prensa) ha denunciado censura, precarización laboral y un ambiente hostil en RTVC bajo Morris, quien concentra poder y dirección editorial .Según «La FLIP ha documentado prácticas dentro del Sistema de medios públicos RTVC que sugieren una tendencia a omitir temas o enfoques que podrían ser percibidos como desfavorables hacia la administración del presidente Gustavo Petro. Este redireccionamiento de la cobertura de noticias estaría generando un ambiente de censura y autocensura. Según relataron diferentes fuentes, el objetivo de este proceso es evitar la publicación de información que pueda ser considerada inconveniente para el gobierno nacional.» [10][11][12][13]

Un ejemplo de esto es la constante repetición de la narrativa del presidente Petro sobre un supuesto "golpe de Estado blando" en su contra. En acusasiones, Morris, amigo cercano e ideológico del presidente, asumió el cargo en abril del 2024 y desde ese momento, dicen varios periodistas colombianos, el medio mantiene una línea narrativa similar, aunque el gerente lo niega, en una entrevista con La W Radio, Morris afirmó: "Yo creo hoy que el gran partido de oposición al gobierno progresista y popular de Gustavo Petro son los grandes medios de comunicación". A su vez, el programa matutino "El Calentao", dirigido por periodistas afines a la izquierda, ha sido señalado por combinar opinión con noticias, lo que ha generado cuestionamientos sobre un sesgo político en la información. En otra declaración, Morris sostuvo: “Sí creo que desde grandes medios se puede estar ambientando” (un golpe), aunque mencionó no tener evidencias reconociendo que sus afirmaciones son solo opiniones. Sobre esto se ha criticado que los entrevistadores de los programas a los que asiste son o fueron empleados y subordinados de Morris, lo que afectar la independencia de las entrevistas y el equilibrio informativo.

### Convenio con Telesur
La transformación de RTVC bajo su dirección ha generado un intenso debate sobre la imparcialidad de los medios públicos en Colombia y la necesidad de garantizar su independencia frente a influencias políticas. El concejal bogotano. Daniel Briceño, ha denunciado en diversas ocasiones un convenio entre el sistema de medios públicos de Colombia (RTVC) con el canal estatal de la dictadura de Nicolás Maduro llamado Telesur, acuerdo que fue firmado en 2024. Esta controversia tomó relevancia durante el cubrimiento de RTVC a las elecciones en Venezuela y la detención a María Corina Machado, Líder de la oposición venezolana, Briceño y otros líderes políticos calificaron el reportaje como alineamiento narrativo con el gobierno venezolano. Nuevamente Morris defendió su postura y la del canal en temas políticos mencionando que se alinean a la política exterior del actual presidente Petro que enfatiza la visión de no intervenir en el país hermano.

### La Base
En noviembre del 2024, el medio anunció la transmisión semanal de programa llamado "La Base", dirigido por el español Pablo Iglesias, conocido por su apoyo al gobierno de Petro y Inna Afinogenova, periodista rusa que antes trabajaba para medios estatales rusos con el programa Ahí les va, canal cancelado después de que tomaran efecto las sanciones impuestas a las agencias de noticias rusas Russia Today y Sputnik en 2022, su canal de youtube fue cerrado bajo el argumento que «son instrumentos de desinformación del presidente ruso, Vladímir Putin» además el estilo narrativo y periodístico de Inna ha sido calificado parecido al de los teóricos de la conspiración, donde justifica por ejemplo la persecución al opositor Alexei Navalny, llegando a ser llamada propagandista de desinformación y de amplificar narrativas políticas cuestionables basadas en mentiras y desinformación en Colombia. Su enfoque se alinea con el periodismo activista que le gusta al español Iglesias, una corriente extendida en América Latina, que busca influir en la opinión pública a través de un análisis no convencional de los hechos, líneas editoriales manejadas en gobiernos autoritarios como Venezuela, Cuba y Nicaragua. Adicionalmente las críticas se centran en Afinogenova que ha sido señalada de apoyar la invasión rusa a Ucrania, un tema en el que se ha alineado con los intereses del Kremlin de forma documentada, a pesar de las repercusiones internacionales y los cuestionamientos a su imparcialidad. Todo esto ha causado llamamientos por sectores de la oposición y derecha colombiana.

### Conciertos de la Esperanza
La Procuraduría General de la Nación de Colombia solicitó oficialmente explicaciones a RTVC en 2024 sobre el gasto de $2.295 millones de pesos en la organización del polémico ‘Concierto de la Esperanza’ y sus motivaciones, realizado el 5 de julio de 2024 en Bogotá en apoyo a Palestina. El ente de control colombiano cuestiona la justificación del contrato 1413-2024, señalando la falta de fundamentos claros y objetivos para el desembolsodel dinero, especialmente en el contexto del plan de austeridad establecido por el Decreto 199 de 2024 del gobierno nacional de Gustavo Petro.
En febrero de 2025, el artista y rapero puertorriqueño Residente canceló su participación en el concierto impulsado por Hollman Morris y programado para el 2 de marzo en la Plaza de Bolívar de Bogotá. El evento, organizado por el Sistema de Medios Públicos RTVC, tenía como supuesto objetivo promover la paz y la diversidad cultural dentro de Colombia.Pero Residente expresó que, en lugar de utilizar fondos públicos para su presentación, consideraba más productivo destinarlos al apoyo de artistas y la cultura local colombiana.Este evento nuevamente generó controversia debido al uso de recursos públicos de los colombianos en su financiación, especialmente en un contexto donde las restricciones fiscales en el país no lo permiten, según el mismo gobierno nacional.Tras la cancelación, el gerente, Hollman Morris, calificó la decisión como un ataque a la cultura y denunció, nuevamente, una campaña de desprestigio contra el evento y la institución.